# Janina Traczykówna
Janina Traczykówna est une actrice polonaise de doublage, de théâtre, de cinéma et de télévision née le 16 mai 1930 à Kłodawa et morte le 22 janvier 2022 à Varsovie.

## Biographie
Janina Traczykówna est née le 16 mai 1930 à Kłodawa, dans la voïvodie de Grande-Pologne, en Pologne.
En 1953, elle est diplômée du département d'art dramatique de l'Académie de théâtre Alexandre-Zelwerowicz. Elle a notamment jouée dans les théâtres de Szczecin et de Varsovie.
Son mari était l'acteur Witold Skaruch.
En 1978, elle reçoit la Croix de Chevalier de l'Ordre de Polonia Restituta. Elle a également reçu la Croix d'or du mérite et la médaille du 40e anniversaire de la Pologne populaire (pl).
En 2003, elle est nommée pour les Aigles de la meilleure actrice dans un second rôle pour son rôle de mère dans Dzień świra de Marek Koterski.
Elle meurt le 22 janvier 2022 à Varsovie, capitale de la Pologne. Le 3 février 2022, elle est enterrée dans la tombe de son mari au cimetière paroissial de Skolimów (Konstancin-Jeziorna) (pl).

## Filmographie partielle
- 1954 : Sous l'étoile phrygienne : Fela
- 1960 : Walet pikowy (Le valet de pique): Melania
- 1961 : Historia współczesna (L'histoire contemporaine): Zosia, la barmaid
- 1961 : Ludzie z pociągu (La panique dans un train): Anna
- 1964 : Barbara i Jan (Barbara et Jan): Barbara (série télévisée)
- 1969 : Nowy (Le Nouveau): la psychologue
- 1975 : Nuits et Jours : Michalina Ostrzeńska
- 1976 : Brunet wieczorową porą (Un brun, un soir): Lucyna Barańczak, la voisine de Michał Roman
- 1979 : Hotel klasy lux (Un hôtel de classe luxe): la femme de Klonowicz
- 1980 : L'Ours : une femme au village
- 2002 : Dzień świra (Un jour d'un fou): la mère d'Adam Miauczyński
- 2006 : Wszyscy jesteśmy Chrystusami (Nous sommes tous des Christ): la mère d'Adam Miauczyński